# Dario Šimić
Dario Šimić [ˈdaːriɔ ˈʃiːmitɕ] (* 12. November 1975 in Zagreb) ist ein ehemaliger kroatischer Fußballspieler.

## Verein
Dario Simic begann seine Karriere 1992 bei Dinamo Zagreb und wurde fünfmal kroatischer Meister und viermal Pokalsieger. Im Januar 1999 wechselte er in die Serie A zu Inter Mailand. Nachdem er dort mehr als drei Jahre keine Titel gewonnen hatte, wechselte er im Sommer 2002 zum Stadtrivalen AC Mailand.

## Nationalmannschaft
Für die kroatische Nationalmannschaft bestritt Šimić 100 Spiele und egalisierte am 13. Juni 2006 Robert Jarnis Rekord. 1998 trug er zu Kroatiens Erfolg bei der WM in Frankreich bei. Auch bei der WM 2002 und der WM 2006 gehörte er dem Kader der kroatischen Nationalmannschaft an.

## Erfolge

### Dinamo Zagreb
- Kroatische Meisterschaft: 1992, 1993, 1996, 1997, 1998
- Kroatischer Pokal: 1994, 1996, 1997, 1998

### AC Mailand
- Italienische Meisterschaft: 2003/04
- Italienischer Pokal: 2002/03
- Italienischer Supercup: 2004
- UEFA Champions League: 2002/03, 2006/07
- UEFA Super Cup: 2003
- FIFA-Klub-Weltmeisterschaft: 2007

### Nationalmannschaft
- 3. Platz bei der WM 1998 mit Kroatien